# Psychotria acicularis
Psychotria acicularis är en måreväxtart som beskrevs av Charlotte M. Taylor. Psychotria acicularis ingår i släktet Psychotria och familjen måreväxter. Inga underarter finns listade i Catalogue of Life.